# Ida Wettinska
Ida Wettinska (češko Ida Wettinská, nemško Ida von Wettin, včasih tudi  Hidda von Eilenburg) iz saške rodbine Wettin je bila po poroki s Spytihněvom II. od leta 1055 do 1061 vojvodinja žena Češke, * okoli 1031, † po 1061. 

## Življenje
Bila je mlajša hči lužiškega mejnega grofa Teodorika II. in njegove žene Matilde, hčerke meissenskega mejnega grofa Eckarda I. Idin oče, nekdanji grof Eilenburški, je leta 1032 postal lužiški mejni grof. 19. novembra 1034 so ga ubili privrženci njegovega svaka, meissenskega mejnega grofa Eckarda II.
Okoli leta 1055 se je poročila s češkim vojvodom Spytihněvom II. in rodila dva živa otroka.  Po  Spytihněvovi smrti 28. januarja 1061 je bila skupaj z njima izgnana iz Češke. Hčerka, katere ime ni znano, se je poročila s saškim plemičem Wichmannom Cellejskim, sin Svatobor (Friderick) pa je leta 1085 postal patriarh Oglejskega patriarhata. Med uličnimi nemiri februarja 1086 je bil umorjen. Ida je imela morda še eno hčerko, ki je postala prva žena velikega kijevskega kneza Svjatopolka II.

## Vir
- Thompson, James Westfall (marec 1926). "Medieval German Expansion in Bohemia". The Slavonic Review. 4 (12).

| Ida Wettinska Wettinci Rojen: okoli 1031 Umrl: po 1061 |                                 |                            |
| Nazivi za člane kraljevske družine                     |                                 |                            |
| Predhodnik: Judita Schweinfurtska                      | Vojvodinja žena Češke 1055–1061 | Naslednik: Adelajda Ogrska |